# Siward, conde de Northumbria
Siward o Sigurd (/ˈsuːwərd/ o más recientemente /ˈsiːwərd/; En inglés antiguo: Sigeweard) fue un importante conde del siglo XI del norte de Inglaterra. Algunos textos casi contemporáneos le apodan Digrien nórdico antiguo y su traducción latina Grossus ("el valiente"). Siward era probablemente de origen escandinavo, quizás un pariente de Ulf Thorgilsson, que emergió como un poderoso hombre fuerte regional  en Inglaterra durante el reinado de Canuto II de Dinamarca ("Canuto el Grande", 1016–1035). Canuto fue un soberano escandinavo que conquistó Inglaterra en la década de 1010, y Siward era uno de los muchos escandinavos que fueron a Inglaterra en el periodo posterior a esta conquista. Siward ascendió posteriormente hasta convertirse en el subgobernante de la mayor parte del norte de Inglaterra. A más tardar, desde 1033, Siward tuvo el control del sur de Northumbria, es decir, el actual Yorkshire, gobernando como conde en nombre de Canuto II.
Siward consolidó su posición en el norte de Inglaterra a través de su matrimonio con Ælfflæd, la hija de Ealdred, Conde de Bamburgh. Después de matar al sucesor de Ealdred, Eadulf, en 1041, Siward obtuvo el control de todo Northumbria. Ejerció su poder en apoyo de los sucesores de Canuto, los reyes Canuto Hardeknut y Eduardo, asistiéndoles con ayuda militar y consejos fundamentales. Probablemente, consiguió el control de las comarcas medias de Northampton y Huntingdon hacia 1050, y hay evidencias de que extendió el control de Northumbria a Cumberland. A principios de esa década, se rebeló contra el gobernante escocés Mac Bethad mac Findlaích ("Macbeth"). A pesar de la muerte de su hijo Osbjorn, Siward derrotó a Mac Bethad en el campo de batalla en 1054. Más de medio milenio después, la aventura de Escocia le propició un lugar en la obra de William Shakespeare Macbeth. Siward Murió en 1055, dejando un hijo, Waltheof, que al final triunfaría en Northumbria. La iglesia de St Olave en York y el cercano cerro de Heslington están relacionados con Siward.

## Trasfondo histórico
La carrera de Siward en el norte de Inglaterra abarcó el reinado de cuatro monarcas diferentes. Comenzó durante el reinado de Canuto II, y perduró a lo largo de los de Haroldo Harefoot y Canuto Hardeknut hasta los primeros años de  Eduardo el Confesor. El más importante fue el de Canuto II, en el que surgieron tantas figuras políticas que algunos historiadores lo comparan con la conquista normanda, cinco décadas posterior. Estos "hombres nuevos" eran figuras militares, por lo general con débiles conexiones hereditarias con la casa real sajona del este que Canuto había destituido. Dado que Canuto gobernó varios reinos escandinavos además de Inglaterra, delegó el poder del más alto nivel a estos hombres fuertes. En Inglaterra, recayó en un puñado de condes recién ascendidos, que gobernaban un condado o un grupo de condados en nombre del rey. Siward era, en palabras de la historiadora Robin Fleming, "el tercero del nuevo triunvirato de condes de Canuto", siendo los otros dos Godwine, conde de Wessex y Leofwine, conde de Mercia.
En el siglo XI, el norte de Inglaterra era una región bastante diferente del resto del país. El antiguo reino de Northumbria abarcaba desde los estuarios de los ríos Humber y Mersey, hacia el norte hasta el Fiordo de Forth, donde, pasado el reino occidental de Strathclyde, se encontraba con el Reino de Alba (Escocia). Northumbria se había unificado con el Reino Sajón del oeste en la década de 950, en el reinado del rey Edred, siendo controlado posteriormente por medio de al menos dos condes, uno al norte y el otro al sur del río Tees. El primero está asociado con la fortaleza de Bamburgh, mientras que el último con la gran ciudad romana de York. Esta era una región fragmentada a nivel político: en la región occidental, desde Lancashire hasta Cumberland, estaban fuertemente asentados los hiberno-nórdicos, mientras que en el resto de Northumbria, potentados regionales ingleses y angloescandinavos (barones, holds y altos corregidores) poseían un grado considerable de independencia de los condes. Un ejemplo fue el potentado Thurbrand, un hold en Yorkshire, con base probablemente en Holderness, cuya familia estaba en desacuerdo frecuentemente con los condes gobernantes de Bamburgh.

## Ascendencia
Por lo general, los historiadores sostienen que Siward era de origen escandinavo; una conclusión apoyada por la Vita Ædwardi Regis, que expone que Siward era "[llamado] Digri en la lengua danesa" (Danica lingua Digara). El material legendario integrado en la Vita et passio Waldevi comitis (o simplemente Vita Waldevi), la biografía hagiográfica de Waltheof, el hijo de Siward, manifiesta que Siward era el hijo de un conde escandinavo llamado Bjorn y aporta una genealogía que sostiene que era descendiente de un oso polar, un mito muy común del folclore germánico.
El historiador Timothy Bolton ha argumentado recientemente que las similitudes entre estas genealogías evidencian una tradición familiar compartida entre los descendientes de Siward y Thorgil Sprakling. Bolton plantea la hipótesis de que el supuesto padre de Siward, Bjorn, fue probablemente una figura histórica, un hermano de Thorgil Sprakling. Así, Siward habría sido primo hermano del conde Ulf, el conde de Dinamarca que se casó con la hermana de Canuto, Estrith, y fundó la dinastía de los monarcas daneses que al final sucedió a la de Canuto. Bolton sostiene que la dinastía Sprakling había alcanzado prominencia en Escandinavia solo recientemente, así que la carrera de Siward en Inglaterra era otro indicio del éxito de esa familia en la política escandinava.
La Vita Waldevi proporciona más detalles legendarios sobre el viaje de Siward de Escandinavia a Inglaterra. Según la misma, Siward pasó por Orkney, matando allí a un dragón antes de continuar hacia Northumbria. Allí se topó con otro dragón, antes de encontrarse con un anciano parecido a Odín en una colina, que le dio un Estandarte del cuervo y le indicó que prosiguiera hasta Londres para recibir el apoyo del rey de Inglaterra.

## Carrera bajo los reinados de Canuto, Harold y Canuto Harderknut
Se desconoce la fecha exacta y el contexto de la llegada de Siward a Inglaterra, aunque laVita Waldevi ofrece un relato legendario. Las actas constitutivas de 1019, 1024, 1032, 1033 y 1035 mencionan a Si[ge]ward Minister, "the thegn Siward", pero es imposible identificar fidedignamente estos nombres con el hombre que se convirtió en el conde de Northumbria. El registro contemporáneo incuestionable más temprano de Siward se da en una carta del rey Canuto a Ælfric Puttoc, Arzobispo de York, en 1033. Este testimonio puede identificarse con Siward el conde porque es designado dux ("conde").
Aunque está claro que Siward ya era conde en 1033, podría haber conseguido su posición un poco antes. Su predecesor Erik de Hlathir aparece por última vez en los registros históricos en 1023, dejando un lapso de tiempo de diez años en el que Siward podría haber conseguido su posición. Aunque William de Malmesbury asevera que Erik fue llevado de vuelta a Escandinavia, la tradición escandinava sostiene firmemente que murió en Inglaterra. El historiador William Kapelle pensaba que Erik dejó de ser conde en 1023 o poco después, y que Carl hijo de Thurbrand fue nombrado hold o alto corregidor (heahgerefa) del rey en Yorkshire. Se sostenía que Carl conservó esta posición incluso después de que Siward se instalara como conde unos años después, pero desde entonces actuó como subalterno del conde más que del rey. Richard Fletcher se mantenía agnóstico en este punto, aunque sostenía que Erik debía estar muerto para el 1028. Timothy Bolton, aunque rechazaba los argumentos de Kapelle en relación con Carl hijo de Thurbrand, creía que Erik había muerto hacia el 1023 y que el condado podía haber estado vacante por un tiempo. Bolton sostenía que Canuto dejó vacío el condado de Northumbria y que parece que le prestó poca atención hasta los últimos años de su reinado y otro norteño, Ealdred hijo de Uhtred subió al poder en ese vacío político.
Cuando murió Canuto, en 1035, hubo varios pretendientes a su trono. Entre ellos se incluían su hijo  Canuto Hardeknut y el noble Harold Harefoot, así como Alfred Ætheling y Eduardo (posteriormente, el rey Eduardo el Confesor), los hijos exiliados de Etelredo II el Indeciso. Aislado en Escandinavia, Canuto Hardknut fue incapaz de evitar que Harold Harefoot se apoderara de la corona. Gobernando Inglaterra desde 1035, Harold murió en 1040 justo cuando Hardeknut se preparaba para la invasión. Habiendo llegado poco después de la muerte de Harold, Hardeknut reinó en Inglaterra solo dos años antes de morir en 1042, una muerte que llevó a la sucesión pacífica de Eduardo. Frank Barlow especuló sobre la postura política de Siward, estimando que durante estas revueltas,Siward asumió "una posición de benevolente o prudente neutralidad".
Encontramos a Siward en 1038, como Sywardus Comes ("Conde Siward"), atestiguando una carta del rey Hardeknut a la Abadía de Bury St Edmunds. Presenció una confirmación que Hardeknut concedió a la Abadía de Fécamp, entre 1040 y 1042, de una cesión previa hecha por Canuto. En 1042, es testigo de concesiones de Hardeknut a la Abadía de Abingdon y Ælfwine, Obispo de Winchester.
Siward se casó en algún punto con Ælfflæd, hija de Ealdred II de Bamburgh, y nieta de Uhtred el Audaz. La Crónica Anglosajona asevera que, en 1041, Eadulf, Conde de Bamburgh, fue "traicionado" por el rey Hardeknut. Parece que esta "traición" la perpetró Siward; ya que cuando el Libellus de Exordio y otras fuentes hablan sobre el mismo suceso, dicen que Siward atacó y mató a Eadulf. Así fue como Siward se convirtió en conde de toda Northumbria, quizá la primera persona en hacerlo desde Utred el Valiente. Es posible que Siward utilizase el linaje de Ælfflæd para reclamar el condado de Bamburgh, aunque no está claro si el matrimonio se produjo antes o después de que Siward matara a Eadulf. Kapelle ha señalado que ningún gobernante de Bamburgh después de Uhtred ha sido confirmado por la corte real inglesa, por lo que sostiene que "debe significar que estaban en rebeldía" contra la monarquía, y que el ataque de Siward por lo tanto, podría haber sido alentado por un monarca que desea aplastar a un vasallo rebelde o desleal.  Sin embargo, es probable que Siward tuviera también sus propios intereses. Al matar a Eadulf eliminó a su principal rival en el norte, y el matrimonio lo unía con la familia de Uhtred el Valiente, y con el hijo superviviente de Uhtred -Gospatric.
No obstante, puede haber una conexión entre el asesinato de Eadulf y los sucesos que tuvieron lugar más al sur. Para ese mismo año, la Crónica de John de Worcester relataba que, debido al ataque a dos de los recaudadores de impuestos de Hardeknut en la zona, Siward participó en una represalia en la ciudad y monasterio de Worcester. Hardeknut solo reinó otro año más, muriendo el 8 de junio de 1042. Le sucedió el ætheling inglés exiliado Eduardo. Como ætheling, un príncipe real con derechos al trono, Eduardo parece haber sido invitado por Hardeknut en 1041, suavizando de manera fortuita el inminente cambio de soberano. Edward fue coronado rey el día de Pascua, el 3 de abril de 1043.

## Asuntos ingleses bajo el reinado de Eduardo el Confesor

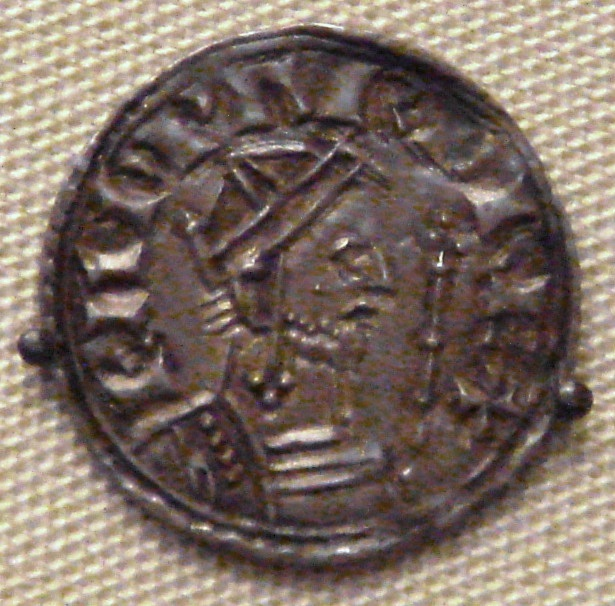
Moneda del rey Eduardo

Parece que las relaciones entre Siward y el rey Eduardo era buenas. Ni Siward ni ninguno de sus asociados fueron castigados por Eduardo en años posteriores. De hecho, Siward parece haber sido uno de los partidarios más poderosos de Eduardo. El 16 de noviembre de 1043, Siward, junto con los condes Godwine de Wessex y Leofric de Mercia, marcharon con el rey Eduardo contra la reina Emma de Normandía, ayudando al rey a privarla de su gran tesoro. Entonces Eduardo acusó a Emma de traición y depuso a Stigand, Obispo de Elmham "por ser cercano al consejo de su madre".
El partidario normando e historiador Guillermo de Poitiers aseguraba que Siward estaba entre los que habían jurado defender la supuesta designación de William, Duque de Normandía (posteriormente rey Guillermo I de Inglaterra) por parte de Eduardo como su heredero. Otros que se ha dicho que hicieron el juramento fueron los condes Godwine de Wessex y Leofric de Mercia, junto con  Stigand, que había sido perdonado en 1044, y ascendido a Obispo de Winchester en 1047. Si esto ocurrió, probablemente fue durante las primavera de 1051 o un poco antes, cuando Robert de Jumièges, arzobispo de Canterbury, estaba viajando a Roma para obtener su palio.
En 1051 Siward, junto con los condes Leofric y Raúl el Tímido, movilizó fuerzas en defensa del rey contra una rebelión perpetrada por el conde Godwine y sus hijos. La Crónica Anglosajona relata que aunque Siward tuvo que pedir refuerzos, el rey Eduardo triunfó y el conde Godwine fue exiliado temporalmente, donde continuó siendo una amenaza, por lo que el continuo "apoyo beligerante" de Siward y Leofric fueron vitales para la seguridad del rey Eduardo. Sin embargo, aparentemente fue la reticencia de los dos condes a luchar contra Godwine lo que contribuyó a que este se restableciera en Inglaterra en 1052.
Hay evidencias que sugieren que Siward extendió su poder hacia el sur, tomando bajo su control la comarca de Northampton en la década de 1040, y la de Huntingdon en la de 1050. Estas provienen de escritos reales en los que se refiere a Siward como conde de las mismas. Sus predecesores como condes de estas regiones fueron otros escandinavos, Thuri y Bjorn hijo del conde Ulf; el primero designado "conde de los Midlanders" (comes mediterraneorum), mostrando que este condado representaba la anterior política de gobierno de los Anglos Medios de Mercia. Fue a esta región, más que a Northumbria, a la que los descendientes de Siward estaban más apegados.
Del mismo modo, se ha argumentado que Siward recuperó Cumberland para el señorío de Northumbria, que algunos historiadores piensan se había perdido en favor de Strathclyde. Las evidencias provienen de un documento conocido para los historiadores como "Gospatric's Writ". Es una instrucción escrita, emitida o por el futuro Gospatric, conde de Northumbria o por Gospatric, hijo del conde Uhtred ; que se dirigía a toda la familia de Gospatric y a las eminencias que habitaban en "todas las tierras de Cumbria"  (on eallun þam landann þeo Cōmbres); ordenaba que un tal Thorfinn mac Thore fuera libre en todo (þ Thorfynn mac Thore beo swa freo in eallan ðynges) en Allerdale, y que ningún hombre debía romper la paz dada por Gospatric y el conde Siward. Historiadores como Charles Phythian-Adams creían esta fraseología indicaba que Siward conquistó la región de sus goberantes previos aunque otros, como William Kapelle, sostenían que la región había regresado al poder inglés, si se había perdido en algún momento, antes de la época de Siward.
Poco se sabe acerca de las relaciones de Siward con la iglesia de Northumbria, en concreto con respecto a sus relaciones con Durham. Como resultado del matrimonio de Siward con Ælfflæd, Siward obtuvo un grupo de haciendas en Teesside reivindicadas por los obispos de Durham. La adquisición de estos estados podría haber traído la oposición del obispo de Durham, pero el titular Æthelric había sido expulsado por el clero de Durham en  1045 o 1046 y, según el Libellus de Exordio, retornó al sobornar a Siward.  De acuerdo con el Libellus, el clero estaba "aterrorizado y abrumado por el temible poder del conde" y "fueron obligados caprichosamente a reconciliarse con el obispo y a admitirlo en su sede episcopal". A pesar de ello, Siward eludió la censura en los escritos de posteriores monjes de Durham, lo que sugiere que las relaciones entre Siward y Durham fueron buenas en general.
Siward aparece como testigo en numerosas cartas durante el reinado de Eduardo, aunque no en tantas como los Godwinson. Aparece normalmente el tercero en las listas de condes, detrás de Godwine y Leofric pero delante de los hijos de Godwine y el resto de condes. Atestiguó al menos siete, y posiblemente nueve, cartas vigentes en 1044, seis o siete en 1045, dos en 1046, una en 1048 y una en 1049. Un Dux ("conde") llamado Sihroþ y Sihroð atestiguó dos cartas en 1050, y podría ser Siward. Hay otra confirmación en 1050, y su nombre aparece en dos listas de testigos dudosas adjuntadas a cartas que datan de 1052 y 1054. La última aparición histórica de Siward en documentos legales ingleses se encuentra posiblemente en el acuerdo entre Wulfwig, obispo de Dorchester, y el conde Leofric, probablemente en Lincoln, que data de entre 1053 y 1055.

## Expedición contra los escoceses
La fama de Siward se debe quizá en su mayor parte a su expedición en 1054 contra Macbeth, rey de Escocia, una expedición que le costó a Siward su hijo mayor, Osbjorn. No está claro el origen del conflicto entre Siward y los escoceses; según el Libellus de Exordio, en 1039 o 1040, el rey escocés Donnchad mac Crínáin atacó el norte de Northumbria y asedió Durham. En un año, Mac Bethad había despuesto y matado a Donnchad. El sitio fallido tuvo lugar un año antes de que Siward atacase y matase al conde Eadulf de Bamburgh, y aunque no hay una conexión clara entre los dos sucesos, es probable que estuvieran relacionados.
Los Anales de Lindisfarne y Durham, escritos a principios del siglo XII, relatan que en el año 1046 "el conde Siward, con un gran ejército, vino a Escocia,y expulsó al rey Mac Bethad, y designó a otro; pero después de su partida Mac Bethad recuperó su reino". El historiador William Kapelle pensaba que este era un evento auténtico de la década de 1040, relacionada con la entrada de los Anales de Tigernach para el año 1045 que relata una "batalla entre los escoceses" que condujo a la muerta de Crínán of Dunkeld, el padre de Donnchad; Kapelle creía que Siward había intentado colocar a Maldred, hijo de Crínán y hermano de Donnchad, en el trono escocés. Otro historiador, Alex Woolf, sostenía que la entrada de los Anales de Lindisfarne y Durham se refería probablemente a la invasión de Siward de 1054, pero que se extravió al año 1046.
Durante la invasión de 1054, se libró una batalla en algún lugar de Escocia al norte del Fiordo de Forth, una batalla conocida de diversas maneras como la "Batalla de las Siete Durmientes" o la "Batalla de Dunsinane". La tradición de que la batalla se produjo realmente en Dunsinane tiene sus orígenes en una leyenda medieval tardía; su mención más antigua como localización data de principios del siglo XV, de Andrew de Wyntoun.
El relato inglés contemporáneo más antiguo sobre esta batalla se encuentra en la Crónica Anglosajona, recensión D: 

Her ferde Siward eolr mid miclum here on Scotland, ægðer ge mid scyphere 7 mid landfyrde, 7 feaht wið Scottas, 7 aflymde þone kyng Macbeoðen, 7 ofsloh eall þæt þær betst wæs on þam lande, 7 lædde þonan micele herehuðe swilce nan man ær ne begeat.

ac his sunu Osbarn, 7 his sweostor suna Sihward, 7 of his huscarlum 7 eac þæs cynges wurdon þær ofslægene on þone dæg Septem Dormientium.
En esta época, el conde Siward entró en Escocia con un gran ejército, con fuerzas de tierra y flota; y luchó contra los escoceses, poniendo en fuga al rey Mac Bethad, y mató a los mejores de esa tierra, y trajo de allí grandes botines de guerra, los mayores que se habían obtenido hasta entonces.

Y allí fue asesinado su hijo Osbjorn, y el hijo de su hermana, Siward, y algunos de sus Huscarles, y también del rey, en el día de los Siete Durmientes (27 de julio).  

John de Worcester, utilizando una versión de la Crónica Anglosajona, añade que los normandos llamados Osbern Pentecost y Hugh, que anteriormente se habían unido a Mac Bethad después de haber huido de Inglaterra, fueron asesinados en la batalla.
También se menciona la batalla en los anales irlandeses, brevemente en los Anales de Tigernach y más extensamente en los Anales de Úlster:

Cath eter firu Alban & Saxanu i torchradur tri mile do Feraib Alban & mile co leth do Shaxanaib im Dolfinn m. Finntuir.
Una batalla [se libró] entre los hombres de Escocia y los ingleses; y en ella cayeron tres mil hombres de Escocia y mil quinientos de los ingleses, incluyendo a Dolfin, el hijo de Finntur.

Dolfin es desconocido, pero podría haber sido un pariente de Crínán de Dunkeldl, el enemigo de Mac Bethad, basándose en que algunos de los descendientes de Crínán podrían haber llevado este nombre.

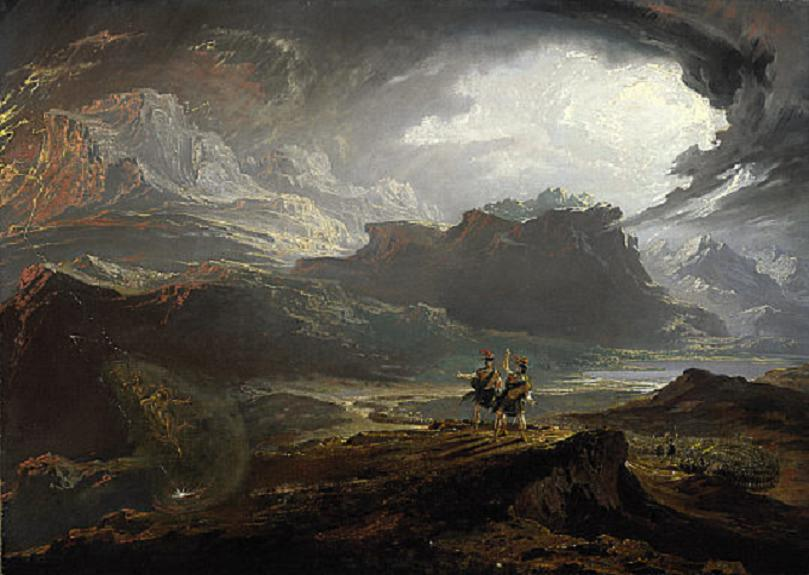
Representación anacrónica de principios del, de John Martin, de Mac Bethad (en el centro a la derecha) observando la llegada del ejército de Siward (derecha)

No está claro el propósito de la invasión de Siward, pero podría estar relacionado con la identidad de "Máel Coluim" (Malcolm), mencionado en las fuentes. La crónica más antigua del siglo XII atribuida a John de Worcester, usando probablemente una fuente anterior, relata que Siward derrotó a Mac Bethad e hizo rey a "Máel Coluim, hijo del rey de Cumbria" (Malcolmum, regis Cumbrorum filium, ut rex jusserat, regem constituit) La identidad de Máel Coluim y las razones de la ayuda de Siward son controvertidas. La interpretación histórica tradicional era que "Máel Coluim" es Máel Coluim mac Donnchada, conocido hoy en día a veces como Malcolm III o Malcolm Canmore, y que Siward estaba intentando derrocar a Mac Bethad en su favor.
Esta interpretación tradicional deriva de la Crónica atribuida al cronista de Escocia del siglo XIV, John de Fordun, además de fuentes más tempranas como William de Malmesbury. Este último relataba que Siward asesinó a Mac Bethad en la batalla; sin embargo, se sabe que Mac Bethad sobrevivió a Siward dos años. A. A. M. Duncan sostenía en 2002 que, usando la Crónica Anglosajona como fuente, escritores posteriores inocentemente identificaron erróneamente a Máel Coluim "hijo del rey de Cumbria" con el posterior rey de Escocia del mismo nombre. El argumento de Duncan ha sido apoyado por varios historiadores posteriores especializados en esa era, como Richard Oram, Dauvit Broun y Alex Woolf. También se ha sugerido que Máel Coluim podría haber sido un hijo del rey británico de Strathclyde Owain Foel, con una hija de Máel Coluim II, rey de Escocia.
De hecho, Duncan cree que la Batalla de los Siete Durmientes no condujo directamente a un cambio de liderazgo en Escocia. Se ha sugerido que la principal consecuencia de la expedición de Siward no fue el derrocamiento de Mac Bethad, sino la transferencia de territorio británico, quizá bajo soberanía escocesa previamente, a la jefatura de Northumbria. Alex Woolf ha propuesto que, en un contexto así, Máel Coluim podría haber sido un príncipe de Cumbria descontento que había sido forzado a "ponerse bajo la protección inglesa" Las evidencias del control por parte de Northumbria de Strathclyde en este periodo incluyen mampostería de Northumbría del siglo XII encontrada en la Catedral de Glasglow así como afirmaciones del arzobispado de York de principios del siglo XII de que el arzobispo Cynesige (1051–1060) había consagrado a dos obispos de Glasgow.

## Muerte y legado

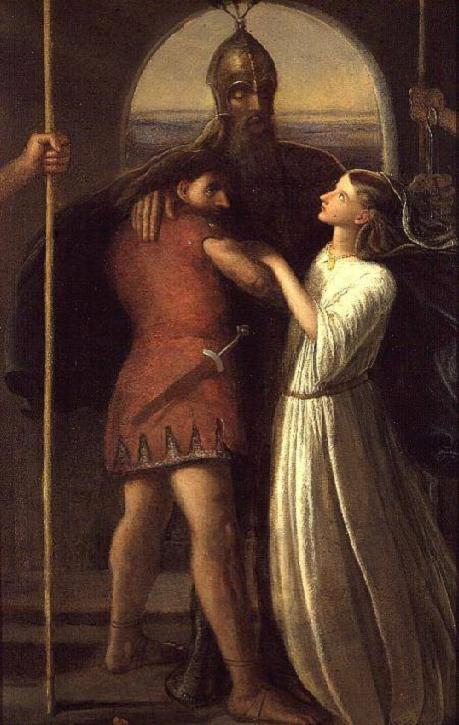
La Muerte del conde Siward (1861) de James Smetham: representación del del conde Siward preparándose para la muerte.

El historiador del siglo XII Henry de Huntingdon, en su Historia Anglorum, relata que cuando a Siward le atacó la disentería, temiendo morir "como una vaca" y prefiriendo morir como un soldado, se vistió con armadura y cogió un hacha y un escudo. Ennoblecido de esta manera, Siward murió. Esta anécdota es de dudosa historicidad, y se piensa que deriva de la saga dedicada al conde Siward, ahora perdida. La Vita Ædwardi Regis asevera que Siward murió en York y fue enterrado en el "monasterio de San Olaf" en Galmanho, una declaración confirmada por la Crónica Anglosajona, John de Worcester, y la Historia Regum.
Algunos piensan que el material incorporado en dos de las fuentes supervivientes avalan la existencia de una saga perdida u otro tipo de tradición literaria sobre la vida de Siward. La primera fuente es la Vita et Passio Waldevi, una historia hagiográfica del hijo de Siward, Waltheof. Este texto relata los orígenes paternos de Waltheof, y en el proceso narra algunas aventuras de su padre Siward. El segundo mayor testigo de la tradición es la Historia Anglorum. de Henry de Huntingdon, que contiene extractos de material tipo saga relacionados con la invasión de Escocia por parte de Siward (1054) y su muerte (1055). Frank Stenton declaraba que Siward no era "un estadista sino un guerrero danés de los primitivos". Los escritores del medio siglo posterior a su muerte recordaban a Siward como un gobernante fuerte que trajo la paz y suprimió el bandolerismo..
Siward murió más de una década antes que Eduardo el Confesor, sin embargo, el Libro Domesday registró 4 casas solariegas, 3 en Yorkshire y 1 en Derbyshire, propiedad directa del conde Siward en 1066, todas ellas pertenecientes, posteriormente, a Hugh d'Avranches, conde de Chester. Se declaró que estas tierras tenían un valor de £212, mientras que se decía que su hijo Waltheof poseía £136 en tierras en 9 condados. Los registros del Domesday proporcionan una estampa incompleta de la posesiones de Siward. En total, la propiedad registrada para Siward y su hijo tenía un valor de £348, que en sí misma se compararía pobremente con las £2493 que se registraron como posesión de la familia de los condes de Mercia. El último de ellos, sin embargo, Morcar de Mercia, conde de Northumbria en el momento de la muerte del rey Eduardo, poseía tierras por valor de £968, mientras que las de Tostig, conde exiliado en ese momento, tenían un valor de £491; ambos habrían tomado posesión de algunas de las tierras de Siward al convertirse en condes de Northumbria. Además, los condados que se convertirían en Durham, Northumberland, Cumberland y Westmorland fueron en su gran mayoría omitidos del mapa, mientras que, además de haber sido solo pobremente documentadas, las tierras de Yorkshire habían sido severamente devastadas y devaluadas durante la Masacre del Norte.
Se dice que Siward construyó una iglesia dedicada a San Olaf en Galmanho, York. El registro de su entierro en esta iglesia es la única reseña de un laico no perteneciente a la familia real enterrado en una iglesia en la Inglaterra prenormanda. Siward's Howe, esto es, la colina Heslington cercana a York, fue nombrada así por el conde Siward, aunque probablemente porque Siward llevó a cabo tribunales populares allí más que por su lugar de enterramiento.
Se sabe que uno de los hijos de Siward le sobrevivió, Waltheof, cuya madre era Ælfflæd. Waltheof se convirtió en conde posteriormente en las Midlands del este, antes de llegar a conde de Northumbria. Al rebelarse contra Guillermo el Conquistador, este acto le condujo a su ejecución y a su posterior veneración como un santo en la Abadía de Crowland. La hija de Waltheof se casó con David I de Escocia, y por medio de esta conexión Siward se convirtió en uno de los muchos ancestros de los monarcas escoceses y británicos posteriores.
Además de Ælfflæd, se sabe que Siward se casó con una mujer llamada Godgifu, que murió antes que Siward. Este matrimonio es conocido por una concesión de territorio que ella hizo alrededor de Stamford, Lincolnshire, a la Catedral de Peterborough. Aunque no se han autenticado hijos supervivientes, y ninguna fuente confirma el nombre de la madre de Osbjorn, este matrimonio no obstante ha planteado la posibilidad de que Waltheof y Osbjorn fueran hijos de diferentes madres, y William Kapelle sugería que Siward habría pretendido originalmente que Osbjorn heredara sus terrenos del sur mientras que Waltheof los del norte asociados a la familia de su madre Ælfflæd.